# Salutogeneza
Salutogeneza – model podejścia do zdrowia zaproponowany przez Aarona Antonovsky’ego. W przeciwieństwie do istniejącego powszechnie modelu patogenicznego, koncepcja ta kładzie nacisk na zachowanie zdrowia, a nie na leczenie choroby.
Autor nawiązuje do interakcyjnej koncepcji stresu i radzenia sobie Lazarusa i Folkman. Według Antonovsky'ego, normalnym stanem funkcjonowania człowieka jest dynamiczny stan chwiejnej równowagi. Stan ten występuje wtedy, kiedy człowiek wykorzystuje dostępną mu energię do sprostania wymaganiom zewnętrznym i wewnętrznym. W ujęciu Antonovskyego, zdrowie ujmowane jest jako proces, tzn. możliwe jest określenie poziomów (stanów) zdrowia na wymiarze Health - ease (HE) ←→ Dis - ease (DE). HE jest to stan pełnego zdrowia fizycznego, psychicznego i społecznego. DE to stan głębokiej choroby zagrażającej życiu biologicznemu, psychicznemu i społecznemu.
Według Antonovsky'ego poziom zdrowia zależy od współdziałania 4 czynników, takich jak:
1. uogólnione zasoby odpornościowe (generalised resistance resources, GRR) – zaliczamy do nich następujące właściwości jednostki: cechy biologiczne (genetyczne, konstytucjonalne, immunologiczne i biochemiczne), cechy psychologiczne (cechy poznawcze – wiedza, intelekt; cechy osobowości – poczucie tożsamości, kontroli i sprawstwa, poczucie uczestnictwa, zaangażowania i zobowiązania oraz wyuczone strategie radzenia sobie), oraz cechy społeczno – kulturowe (cechy grupy – więzi i wsparcie społeczne; cechy kultury – religia, filozofia i sztuka). Czynniki te zdaniem Antonovskyego, zapobiegają przekształceniu się napięcia w stan stresu;
2. stresory – wymagania, dla których nie ma gotowych, ani zautomatyzowanych reakcji adaptacyjnych i które rodzą stan napięcia;
3. poczucie koherencji (sense of coherence, SOC) – ogólne nastawienie orientacyjne, które wyraża trwałe i dynamiczne przekonanie o przewidywalności i racjonalności świata i własnego położenia życiowego;
4. zachowanie i styl życia – w zgodzie z nurtem medycyny behawioralnej, Antonovsky uważa, że poziom zdrowia zależy od zachowań związanych ze zdrowiem, jako socjolog, odrzuca jednak pogląd, że za zdrowie odpowiedzialny jest jedynie styl życia. Uważa on, że powinno się ukierunkować uwagę, zwłaszcza na te zachowania, dzięki którym człowiek tworzy warunki sprzyjające doświadczeniom rozwijającym zasoby i poczucie koherencji.